# Saint-Martin-de-Fontenay
Saint-Martin-de-Fontenay is een voormalige gemeente in het Franse departement Calvados in de regio Normandië. De plaats maakt deel uit van het arrondissement Caen. Saint-Martin-de-Fontenay telde op 1 januari 2022 2.511 inwoners.

## Geschiedenis
De gemeente is op 1 januari 2025 gefuseerd met de gemeente May-sur-Orne tot de gemeente Saint-Martin-de-May.

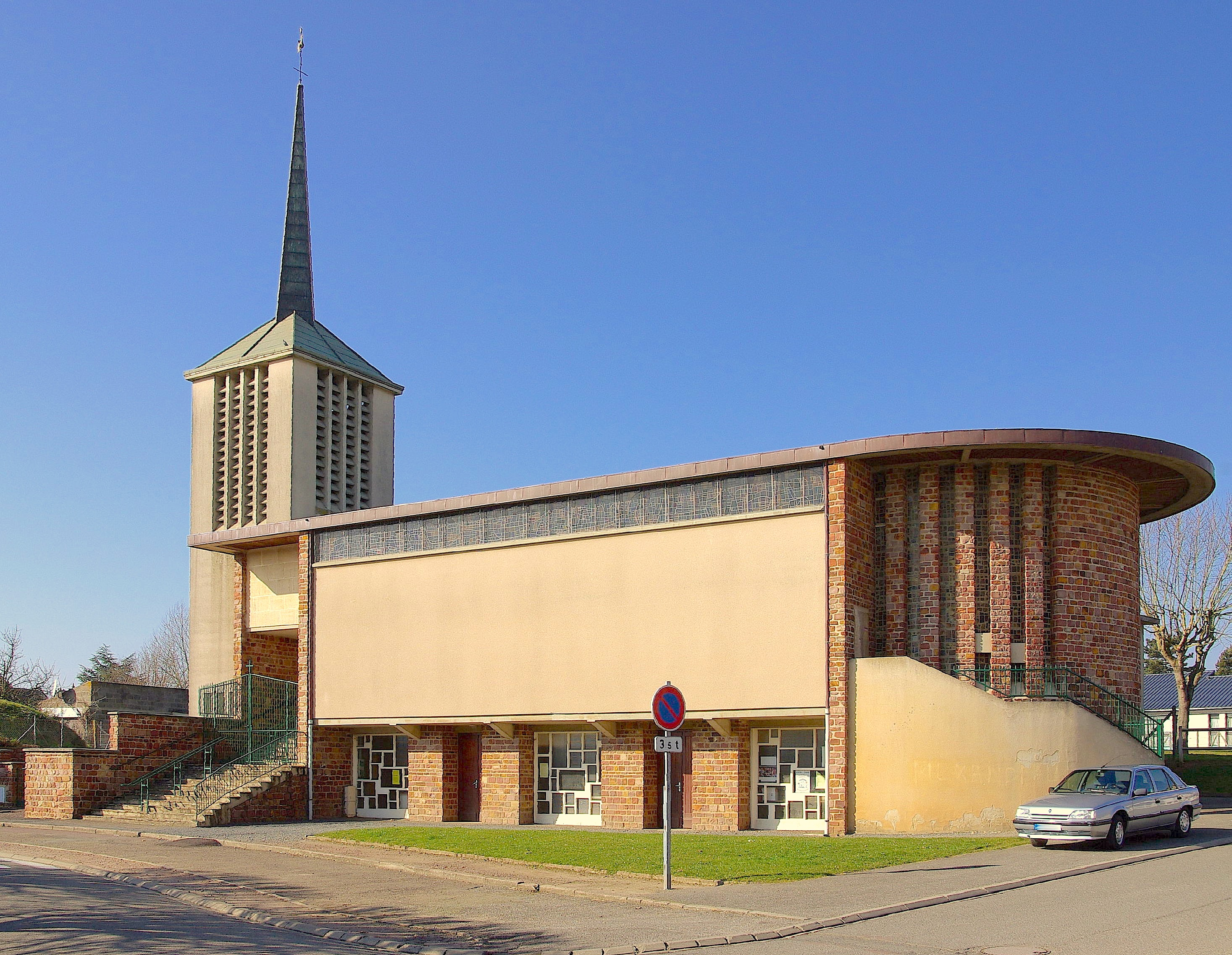
Église Saint-Martin

## Geografie
De oppervlakte van Saint-Martin-de-Fontenay bedroeg op 1 januari 2022 10,72 vierkante kilometer; de bevolkingsdichtheid was toen 234,2 inwoners per km².
De onderstaande kaart toont de ligging van Saint-Martin-de-Fontenay met de belangrijkste infrastructuur en aangrenzende gemeenten.

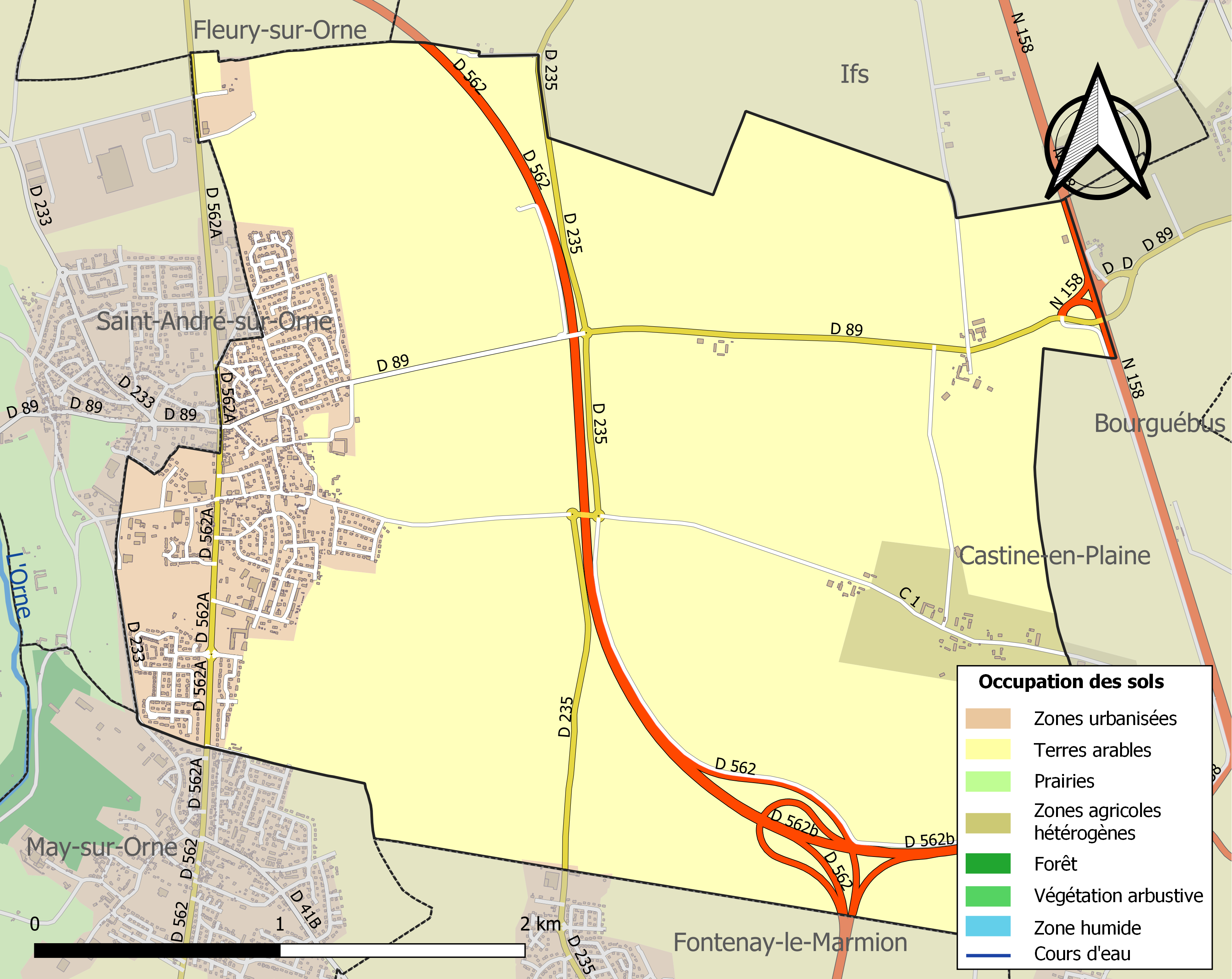

## Demografie
Onderstaande figuur toont het verloop van het inwonertal (bron: INSEE-tellingen).
Vanwege een beveiligingsprobleem met de MediaWiki Graph-software is het momenteel niet mogelijk deze grafiek weer te geven. Zodra de software is bijgewerkt zal de grafiek vanzelf weer zichtbaar worden.